# 切斯特 (內布拉斯加州)
切斯特（英語：Chester）是位於美國內布拉斯加州塞耶縣的村。

## 人口
根據2020年美國人口普查的數據，切斯特的面積為1.52平方千米，皆為陸地。當地共有人口226人，而人口密度為每平方千米149人。